# Weissach im Tal
Weissach im Tal è un comune tedesco di 7 205 abitanti, situato nel land del Baden-Württemberg.

## Amministrazione

### Gemellaggi
- Marly, dal 1989
- Lommatzsch, dal 1990